# Mansfield Smith-Cumming
Sir George Mansfield Smith-Cumming, britanski pomorski častnik in vohun, * 1. april 1859, † 14. junij 1923.
Smith-Cumming je bil prvi direktor Secret Intelligence Service.
1. 1 2  SNAC — 2010.
2. 1 2  Lundy D. R. The Peerage
3. ↑  http://spartacus-educational.com/SScumming.htm
4. ↑  http://www.tandfonline.com/doi/pdf/10.1080/0268452042000316269